# Shimon Gibson
Shimon Gibson é um arqueólogo britânico que vive na Carolina do Norte, onde é professor de Prática no Departamento de História da Universidade da Carolina do Norte em Charlotte.

## Vida
Gibson obteve um PhD em arqueologia da paisagem no sul do Levante pelo Instituto de Arqueologia da University College London.
Gibson foi o arqueólogo principal que escavou uma caverna no deserto que ele associou a João Batista em 2000 e depois escreveu A Caverna de João Batista. Ele liderou uma equipe que encontrou um copo ritual de 10 linhas no Monte Sião.
Ele é o editor do Dicionário Ilustrado e da Concordância da Bíblia e foi co-editor com Avraham Negev da Enciclopédia Arqueológica da Terra Santa. Em Os Últimos Dias de Jesus: A Evidência Arqueológica (2009), ele interpretou fontes de dados arqueológicos para documentar as atividades nos dias que antecederam a crucificação de Jesus.

Gibson apareceu em vários documentários de arqueologia bíblica.